# Uladzimir Verameenka
Uladzimir Uladzimiravič Verameenka, anche traslitterato Vladimir Veremeenko (in bielorusso Уладзімір Уладзіміравіч Верамеенка?; Homel', 21 luglio 1984), è un ex cestista bielorusso.
Ha una sorella, Anastasija, anch'ella cestista.

## Carriera
È stato selezionato dai Washington Wizards al secondo giro del Draft NBA 2006 (48ª scelta assoluta).

## Palmarès
- Campionato tedesco: 1

Brose Bamberg: 2016-17
- Coppa di Russia: 3

Chimki: 2007-08
UNICS Kazan': 2008-09, 2013-14
- Coppa di Germania: 1

Brose Bamberg: 2017
- Supercoppa italiana: 1

Pallacanestro Reggiana: 2015
- FIBA Europe League: 1

Dinamo San Pietroburgo: 2004-05
- Eurocup: 1

UNICS Kazan': 2010-11